# Siti Nurbaya Bakar
Pour les articles homonymes, voir Bakar (homonymie).
Siti Nurbaya Bakar, née le 28 juillet 1956 à Jakarta, est une femme politique indonésienne. Elle est ministre de l'Environnement et des Forêts, depuis octobre 2014.

## Débuts
Siti Nurbaya Bakar naît le 28 juillet 1956 à Jakarta, fille de Mochammad Bakar, officier de police de Jakarta, et de Sri Banon, originaire de la province de Lampung (Sumatra).
Après avoir terminé ses études secondaires à Jakarta, elle étudie à l'Institut agronomique de Bogor (IPB), où elle obtient un diplôme d'ingénieure.

## Carrière
Après avoir terminé ses études, elle commence à travailler en 1981 pour le conseil de planification du développement régional (Bappeda) de la province de Lampung et y est reste pendant 17 ans.
En 1998, elle retourne à Jakarta pour travailler au ministère de l'Intérieur. Elle y exerce les fonctions de secrétaire générale entre 2001 et 2005. Elle a été accusée d'avoir perçu 100 millions de roupies indonésiennes (environ 5 700 €) lors de l'achat public d'un camion de pompier alors qu'elle était à ce poste, mais la Commission pour l'éradication de la corruption (KPK) ne l'a pas poursuivie, car elle a affirmé que cette transaction avait impliqué le ministre et le directeur général du ministère, sans passer par elle.
Le président de la République Susilo Bambang Yudhoyono la nomme secrétaire générale du Conseil représentatif des régions, la chambre haute du Parlement, pour la période 2006-2013.

## Engagement politique
En janvier 2013, elle démissionne de son poste à la chambre haute et rejoint le Parti national démocrate.
Lors des élections législatives de 2014, elle est élue au Conseil représentatif du peuple, la chambre basse du Parlement, pour la circonscription électorale de Lampung.
Elle quitte son mandat après avoir été nommée ministre de l'Environnement et des Forêts par le président de la République Joko Widodo. Ce nouveau ministère résulte de la fusion de celui de l'Environnement (Kementerian Lingkungan Hidup) et de celui des Forêts (id) (Kementerian Kehutanan). Elle est la première femme ministre dotée de ces attributions, les deux précédents ministères n'ayant été dirigés que par des hommes.
Elle annonce en 2015 que son ministère est chargé de réduire les émissions de dioxyde de carbone du pays de 29 % d'ici à 2030.